# .tt
.tt је највиши Интернет домен државних кодова (ccTLD) за Тринидад и Тобаго.